# Галстучник

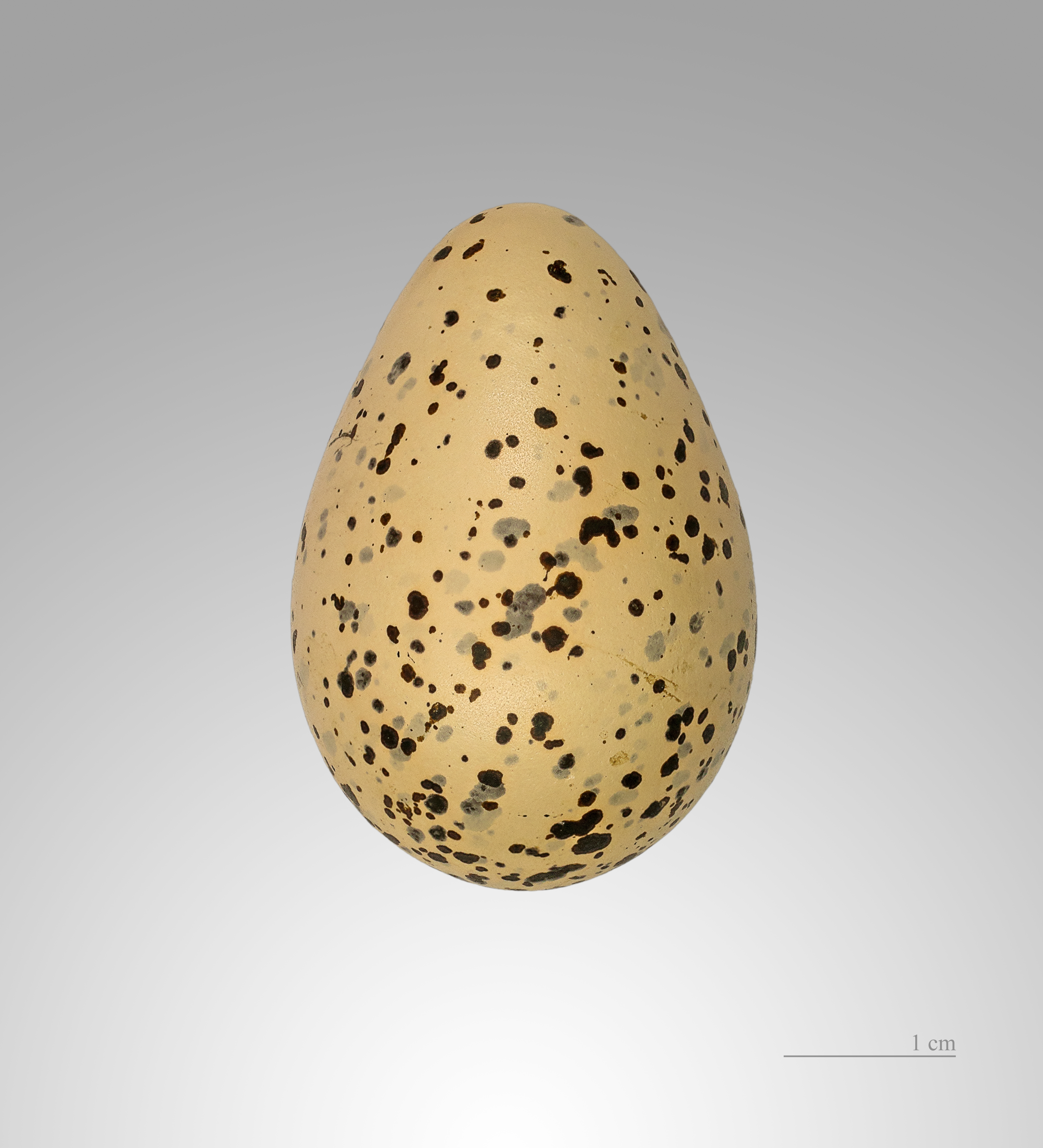
Charadrius hiaticula

Га́лстучник (лат. Charadrius hiaticula) — птица рода зуйки (Charadrius) из семейства ржанковых (Charadriidae).

## Биологическое описание
Небольшая птица крупнее воробья, обитающая на песчаных или галечниковых участках на берегах рек, озёр и морей. Перелётная птица.
Окраска верхней стороны тела буровато-серая, нижняя сторона тела белая, на зобе имеется поперечная полоса чёрного цвета, напоминающая галстук (от чего птица и получила своё название). Темя черноватое, лоб белый, ограниченный снизу чёрной полосой, проходящей через глаза. Цвет ног и основания клюва — оранжево-жёлтый. На внутренней стороне крыла белая полоса, которую видно в полёте.

## Биология
Гнездовые местообитания - морские пляжи, речные отмели, песчаные выдувы и слабо задерненные поверхности на буграх в тундрах разных типов, щебнистые предгорные и горные тундры. Охотно поселяются на окраинах поселков, свалках и местах перевалки леса, где много древесного мусора. Однако важно, чтобы неподалёку, был открытый берег водоема - место кормёжки.
Гнездо помещают на голом песчаном или галечном грунте. Гнездовая ямка чаще всего голая или имеет очень незначительную выстилку, которая выглядит скорее украшением и состоит в основном из камешков, комочков грязи, палочек и т.д.  В гнездах, расположенных у поселков, обычно бывают щепки, кусочки угля, извести, кирпича, разноцветные стекляшки и прочее. В кладке, как правило, 4 яйца, реже - 3, их окраска бледно-палевая, светло-песчаная, в наиболее темных вариантах - с буроватым, оливковым, редко - голубоватым или зеленоватым оттенком. Крапины и небольшие пятнышки негустые, темно-бурые или черные, гуще к тупому концу. Размеры яиц 31-38 х 23-26 мм. Длительность насиживания 21-28 дней, в среднем - 24 дня. Насиживают, сменяя друг друга, самец и самка. При опасности покидают гнездо заранее и отбегают. Если же оно обнаружено, старательно отводят, ложась на землю и отползая с распущенным хвостом и раскрытыми, нервно вздрагивающими крыльями. С молодыми держатся самец и самка, причем долго, до отлета.
Питание. Питаются в основном различными бегающими насекомыми, пауками, на отмелях и пляжах собирают мелких моллюсков, червей, мотыль, ракообразных, весной в тундре охотно едят прошлогодние ягоды.
Голос. Тревожный крик – мелодичное «киии», токовая песня – «виту-виу, квиту-виу». 

## Охрана
На острове Папа-Стур в Великобритании организован заказник, где галстучник включён в список охраняемых видов.